# Садовський Олександр Васильович
Олександр Васильович Садовський (нар. 17 лютого 1951, Миронівка) — український художник та педагог, Народний художник України, член Національної спілки художників України.
Працює в галузі станкового живопису та монументально-декоративного мистецтва. Учасник багатьох всеукраїнських та міжнародних виставок, має кілька персональних виставок. Творчі роботи знаходяться в музеях світу та приватних колекціях.

## Біографія
Олександр Садовський народився 17 лютого 1951 року в селі Миронівка на півдні Вінниччини.
У 1974 році поступив в Одеське державне художнє училище ім. М. Б. Грекова, яке закінчив у 1978 році. У 1984 році закінчує Харківський художньо-промисловий інститут. Зокрема, навчвався у Євгена Івановича Бикова, Олександра Анатолійовича Хмельницького, та Леоніда Івановича Чернова.
З 1984 по 1993 рік працює в Сумському художньо-виробничому комбінаті. У 1993 році розпочинає педагогічну роботу. Працює спочатку в Сумському вищому училищі мистецтв і культури, а з 2002 по 2020 роки — в Сумському державному педагогічному університеті, де викладає композицію, рисунок, живопис.
У 2001 році присвоєно звання «Заслужений художник України», а у 2017 році — звання «Народний художник України».

## Виставки
- 18 жовтня 2016 - Персональна виставка «Життя як життя» у Національному музеї Тараса Шевченка[3][4]. Репортаж Мистецької хвилі+
- 13 вересня 2016 - Персональна виставка в Сумській муніципальній галереї[5]
- 2012 - Персональний верісаж в Сумській муніципальній галереї. Фільм «Мандрівка за щастям» від «Академ TB»
- 18 жовтня 2011 - Персональна виставка в Сумській муніципальній галереї. Репортаж Відікон. Репортаж Сумського обласного телебачення
- 2010 - Учасник пересувної виставки у Токіо, Японія
- 2010 - Всеукраїнська художня виставка історичної картини, м. Київ
- 2009 - Учасник пересувної виставки у Токіо, Японія
- 2008 - Учасник пересувної виставки у Токіо, Японія
- 2007 - Всеукраїнська художня виставка, м. Київ
- 2007 - Виставка в Чикаго, США
- 2007 - Виставка в Манчестері, Велика Британія
- 2006 - Всеукраїнська художня виставка, м. Київ
- 2006 - Всеукраїнська художня виставка «Мальовнича Україна», м. Чернівці
- 2005 - Всеукраїнська художня виставка, м. Київ
- 2005 - Всеукраїнська художня виставка історичної картини, м. Київ
- 2004 - Персональна виставка, м. Київ
- 2003 - Виставка сумських художників, м. Целле, Німеччина
- 2002 - Виставка «Мистецтво України», м. Москва
- 2002 - Виставка художників Сумщини, м. Курськ, Росія
- 2001 - Персональна виставка, м. Суми
- 2001 - «Триєнале українського живопису», м. Київ
- 2000 - Персональна виставка, м. Київ
- 2000 - Художня виставка в Центральному будинку художників, м. Москва
- 2000 - Всеукраїнська художня виставка, м. Київ
- 1999 - Персональна виставка, м. Суми
- 1999 - Виставка сумських художників, Німеччина
- 1998 - «Триєнале українського живопису», м. Київ
- 1998 - Всеукріїнська виставка «60 років СХУ», м. Київ
- 1997 - Персональна виставка, м. Суми
- 1996 - Персональна виставка «Лесині джерела». До ювілею поетеси, м. Суми
- 1996 - Персональна виставка, м. Суми
- 1996 - Арт-клуб’96. Виставка сучасного українського мистецтва, м. Хмельницький
- 1996 - Всеукраїнська виставка присвячена II з’їду художників України, м. Київ
- 1995 - Участь у Київському художньому ярмарку, м. Київ
- 1994 - Виставка «Художники Сумщини», м. Київ
- 1994 - Всеукраїнська осіння виставка, м. Київ
- 1994 - Участь у Київському художньому ярмарку, м. Київ
- 1993 - Персональна художня виставка, м. Суми
- 1993 - Всеукраїнська художня виставка «Мальовнича Україна», м. Суми
- 1993 - Всеукраїнська осіння виставка, м. Київ
- 1992 - Групова художня виставка, м. Київ
- 1992 - Всеукраїнська весняна виставка, м. Київ
- 1992 - Всеукраїнська осіння виставка, м. Київ
- 1991 - Республіканська весняна виставка, м. Київ
- 1991 - Республіканська художня виставка присвячена 500-річчю козацтва, м. Київ
- 1991 - «Імпреза», м. Івано-Франківськ
- 1991 - «Відродження» художнье біенале, м. Львів
- 1991 - «Погляд» 100 українських митців світу — 100-річчю українських поселень у Канаді, м. Київ
- 1991 - Всеукраїнська осіння виставка, м. Київ
- 1991 - Художня виставка «Молоде українське мистецтво», Німеччина
- 1991 - Всеукраїнська художня виставка «Бабин Яр», м. Київ
- 1990 - «Снов» виставка, м. Київ
- 1990 - Групова художня виставка, м. Київ
- З 1990 по 1994 рік серія виставок, присвячена К. Малевичу, Конотоп, Білопілля, Суми, Київ, Москва, Калінінград і Польща
- 1989 -  Республіканська художня виставка присвячена 170-річчю з дня народження Т.Г. Шевченка, м. Київ
- 1988 - Республіканська художня виставка «Людина і світ», м. Київ
- 1988 - Республіканська художня виставка, м. Київ
- 1988 - Республіканська художня виставка присвячена 50-річчю СХ України, м. Київ
- 1987 - Республіканська художня виставка молодих художників, м. Київ
- 1987 - Республіканська художня виставка, м. Київ

## Публікації та інтерв’ю
- Персональна виставка «Життя як життя». Виставка «Життя як життя», жовтень 2016
- Фільм «Мандрівка за щастям». Фільм «Мандрівка за щастям»
- Особый свет Александра Садовского. Газета «Ваш шанс», октябрь 2011
- Виставка в муніципальній галереї. «Відікон», жовтень 2011
- Виставка в муніципальній галереї. Обласне телебачення, жовтень 2011
- Художник-парадокс. Газета «Панорама», апрель 2008
- Человек спокойного поиска. Газета «Панорама», май 2006
- Формула мистецької долі. Газета «В двух словах», лютий 2006
- Художественное лицо Сумщины. Газета «Ваш шанс», апрель 2004
- Монументальный штрих. Газета «Панорама», октябрь 2003
- «За выслугу лет художникам звания не дают». Газета «Данкор», сентябрь 2001
- «Весенний всплеск». Газета «Ваш шанс», апрель 2001
- «Шлях» пошуків і спалахів. Газета «Сумщина», березнь 2001
- Ніч сови з блакитними очима. Газета «Акадеmix», березень 2001
- «Работать научился, отдыхать — нет». Газета «Ваш шанс», февраль 2001
- Выставка без названия. Газета «Ваш шанс», февраль 2000
- На Андріївському узвозі. Газета «Акадеmix», лютий 2000
- Современный украинский музейный авангард. Газета «ТОП Репортер», июль 1999
- Сны о будущем. Газета «Парк культуры», апрель 1999
- Все очень просто. Газета «Панорама», апрель 1999
- Живет в городе художник. Газета «ТОП Репортер», март 1999
- Осінні інтермеццо. Газета «Червоний промінь», листопад 1996
- «Дорогу осилит идущий». Газета «Данкор», сентябрь 1996
- Воскресные встречи. Газета «Уик-Энд», май 1995
- Врозріз із стереотипами. Газета «Арт бульвар», січень 1994
- Від натури — до абстракції. Газета «Добрий день», березень 1993
- Виставка, що не стала святом. Газета «Ленінська правда», квітень 1989
- Поездка в Италию, 1988